# Epibactra sareptana
Epibactra sareptana är en fjärilsart som beskrevs av Herrich-Schäffer 1861. Epibactra sareptana ingår i släktet Epibactra och familjen vecklare. Inga underarter finns listade i Catalogue of Life.